# Zygmunt Psarski

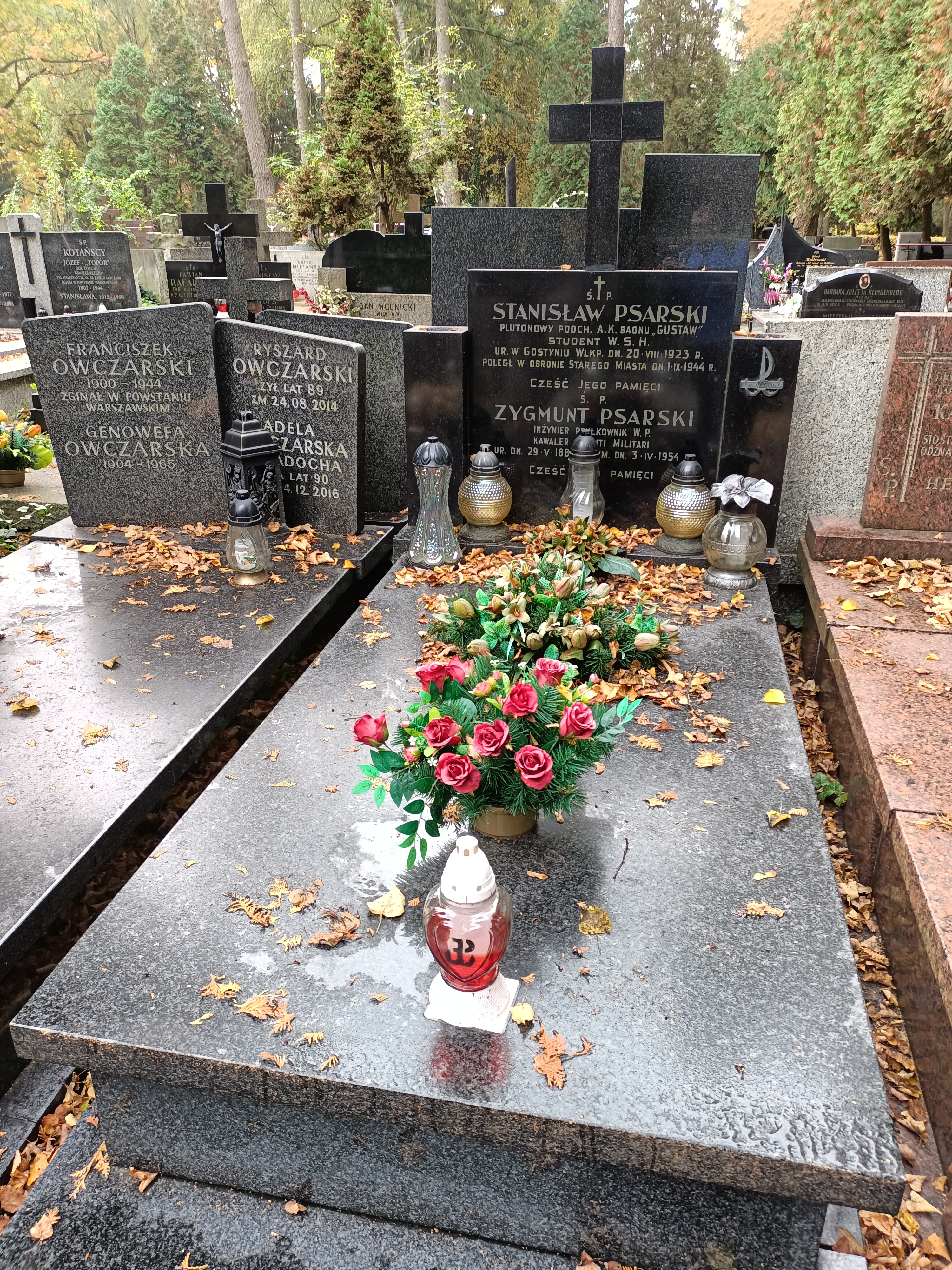
Grób Zygmunta Psarskiego na Cmentarzu Wojskowym na Powązkach

Zygmunt Psarski (ur. 29 maja 1886 w Piotrkowie Trybunalskim, zm. 3 kwietnia 1954 w Warszawie) – polski cukrownik, inżynier, podpułkownik saperów Wojska Polskiego, kawaler Orderu Virtuti Militari.

## Życiorys
Był synem Władysława i Marii, wnukiem Wiktora, powstańca z 1831 i 1863 roku. W 1904 ukończył gimnazjum filologiczne w Warszawie. W 1905 rozpoczął studia na Cesarskim Uniwersytecie Warszawskim (Wydział Przyrodniczy). Działał w Bratniej Pomocy. Za postawę patriotyczną został szybko z uniwersytetu relegowany. Przeniósł się wówczas na Politechnikę Lwowską (Wydział Chemii Technicznej), którą ukończył w 1909, jako inżynier chemik. Od 1909 do 1910 praktykował w 14. Pułku Dragonów, gdzie doszedł do stopnia chorążego.
Podjął pracę w cukrownictwie, najpierw jako chemik, a potem awansował na wicedyrektora w cukrowaniach na terenie Królestwa Kongresowego i Ukrainy. 1 sierpnia 1914 został zmobilizowany, a jego dalsza służba przedstawiała się następująco:
- Wydział Ewakuacyjny Frontu Zachodniego (1914),
- 14 Małorosyjski Pułk Dragonów (1915),
- 10 Armia Imperium Rosyjskiego (wykonawca robót fortyfikacyjnych),
- od 15 listopada 1917[1] I Korpus Polski w Rosji (od 23 września 1917, dowódca plutonu w Kompanii Inżynieryjnej 3. Dywizji Strzelców Polskich, awansowany na podporucznika)[3].

Po likwidacji korpusu powrócił w maju 1918 do Polski i brał udział w rozbrajaniu sił niemieckich w Kaliszu (11 listopada 1918). Został komendantem tego miasta i sformował batalion piechoty. Dalej jego kariera przebiegała następująco:
- intendent w 1. Pułku Inżynieryjnym w Warszawie (8 grudnia 1918 14 stycznia 1919),
- dowódca 2. kompanii w I Baonie Saperów Wielkopolskich (oddelegowany do Poznania z dniem 14 stycznia 1919),
- od 1 kwietnia 1919 szef sztabu Polskiej Organizacji Wojskowej Górnego Śląska, gdzie przygotowywał grunt pod powstania śląskie,
- awans na kapitana z dniem 23 maja 1919[3][1].

8 sierpnia 1919 przedostał się do Sosnowca, a następnie leczył się w szpitalu wojskowym w Poznaniu. 14 października 1919 mianowano go zastępcą dowódcy (potem dowódcą) XIV Baonu Saperów Wielkopolskich. Odznaczył się męstwem w walkach z bolszewikami podczas wojny polsko-bolszewickiej, zwłaszcza na Froncie Litewsko-Białoruskim i w Bitwie Warszawskiej. W 1921 awansowano go na podpułkownika. 12 czerwca 1921 został zastępcą dowódcy 7 Pułku Saperów Wielkopolskich. 25 lutego 1922, na własną prośbę, został przeniesiony do rezerwy. 8 stycznia 1924 został zweryfikowany w stopniu podpułkownika ze starszeństwem z 1 czerwca 1919 i 13. lokatą w korpusie oficerów rezerwy inżynierii i saperów. W tym czasie posiadał przydział w rezerwie do 7 psap. W 1934 pozostawał w ewidencji Powiatowej Komendy Uzupełnień Jarocin. Posiadał przydział do Oficerskiej Kadry Okręgowej Nr VII.
Wrócił do cukrownictwa, pełniąc m.in. funkcję dyrektora cukrowni w Świeciu, a potem w Gostyniu (1923–1933). Działał w organizacjach kombatanckich, był radnym w Gostyniu.
W sierpniu 1939 został zmobilizowany do Armii Poznań (saperzy). Po kampanii wrześniowej pracował w Warszawie w zjednoczeniu cukrowniczym. W 1943 (jako żołnierz Armii Krajowej) został dyrektorem cukrowni w Michałowie. Brał udział w Powstaniu Warszawskim. Od 1945 do 1950 powrócił na stanowisko dyrektora cukrowni gostyńskiej. W 1951 został aresztowany przez Urząd Bezpieczeństwa i wypuszczony po dziewięciu miesiącach w stanie wycieńczenia. Zmarł 3 kwietnia 1954 w Warszawie. Pochowano go na cmentarzu Powązki Wojskowe w Warszawie (kwatera A23-3-5).

## Życie prywatne
Jego żoną była Bronisława z domu Karśnicka Fundament (ślub w 1922). Mieli czwórkę dzieci: Stanisława (ur. 1923, zm. 11 sierpnia 1944), Jadwigę (ur. 1925), Andrzeja (ur. 1928) i Marię (ur. 1929).

## Ordery i odznaczenia
- Krzyż Srebrny Orderu Wojskowego Virtuti Militari nr 1073[1] z 13 IV 1921
- Krzyż Niepodległości – 20 lipca 1932 „za pracę w dziele odzyskania niepodległości”[10][1]
- Krzyż Walecznych dwukrotnie[1]
- Medal Międzysojuszniczy „Médaille Interalliée”[3]
- Order św. Anny kl. 3[3]
- Order św. Anny kl. 4[3]
- Order św. Stanisława kl. 3[3]